# Батерст, Генри, 8-й граф Батерст
Генри Аллен Джон Батерст, 8-й граф Батерст (англ. Henry Allen John Bathurst, 8th Earl Bathurst; 1 мая 1927 — 16 октября 2011) — британский пэр, военный и консервативный политик. Он носил титул учтивости — лорд Эпсли с 1942 по 1943 год.

## Происхождение и образование
Родился 1 мая 1927 года. Старший сын Аллена Батерста, лорда Эпсли (1895—1942), и его жены Вайолет (урожденная Микинг) (1895—1966). Внук и преемник Сеймура Батерста, 7-го графа Батерста (1864—1943).
Он получил образование в Итонском колледже (Виндзор, графство Беркшир), Ридли-колледже (Сент-Катаринс, Онтарио, Канада), и колледже Крайст-Черч, (Оксфорд, Оксфордшир, Англия).

## Военная и политическая карьера
Его отец, лорд Эпсли, погиб а авиакатастрофе на Мальте в декабре 1942 года во время Второй мировой войны.
21 сентября 1943 года после смерти своего деда, Сеймура Батерста, 7-го графа Батерста, Генри Батерст унаследовал родовые титулы 8-го графа Батерста, 8-го барона Батерста и 7-го лорда Эпсли.
Он поступил в армию в 1948 году, когда был назначен губернатором Королевского сельскохозяйственного колледжа. Лорд Батерст служил в чине лейтенанта 10-м Королевском гусарском полку, а затем в Королевском Глостерширском гусарском полку и в 1949 году получил чин капитана резерва в местном кавалерийском полку Королевских глостерширских гусарских полков. Позднее он занимал должность лорда в ожидании (правительственного кнута в Палате лордов) в правительстве премьер-министра Гарольда Макмиллана в 1957—1961 годах. Он занимал пост парламентского заместителя государственного секретаря Министерства внутренних дел с 1961 по 1962 год. Он был заместителем лейтенанта Глостершира с 1960 по 1986 год, после чего оставил политику, чтобы управлять семейным поместьем в Сайренсестер-Парке.
Согласно списку богатых людей Sunday Times за 2003 год, он занял 904-е место.

## Инцидент с принцем Уильямом

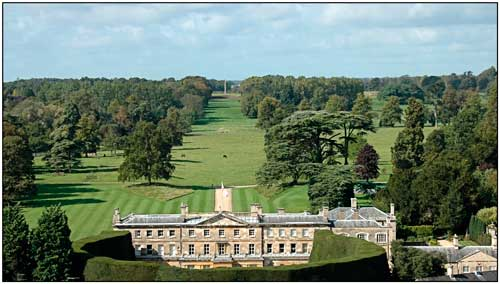
Сайренсестер-Парк

Лорд Батерст, как известно, был вовлечен в ссору с принцем Уильямом летом 2003 года. Согласно источникам, инцидент произошел на территории лорда Батерста в Сайренсестер-парке, Глостершир. Он ехал на Land Rover Defender, когда принц Уильям после игры в поло в клубе обогнал лорда Батерста на автомобиле Volkswagen Golf. Лорд Батерст, не зная кто за рулем, был в ярости из-за того, что он считал безрассудным пренебрежением правилами вождения, которые регулируют сотрудничество между его поместьем и поло-клубом. Лорд Батерст стал преследовать принца и совершал маневры по бездорожью, но в конце концов был остановлен службой безопасности принца . Как лорд Батерст сообщил Би-би-си: «В поло-клубе существуют правила вождения в поместье [семейства Батерстов], и люди должны их придерживаться». Кларенс-хаус принес официальные извинения лорду Батерсту.

## Браки и дети
Лорд Батерст был дважды женат. 20 марта 1959 года он женился первым браком на Джудит Мэри Нельсон (4 мая 1931 — 25 апреля 2001), дочери Амоса Кристофера Нельсона и Мэри Спенсер. Супруги развелись в 1976 году. У них было трое детей:
- Аллен Батерст, 9-й граф Батерст (род. 11 марта 1961), в 1986 году женился первым браком на Хилари Джордж (развод в 1994 году) У них двое детей. В 1995 году он женился вторым браком на Саре Чепмен.
- Леди Генриетта Мэри Лилиас Батерст (род. 17 октября 1962), вышла замуж за Нила Палмера в 2000 году. У них двое детей.
- Достопочтенный Александр Эдвард Сеймур Батерст (род. 8 августа 1965), в 1992 году женился на Эмме Гэй Шарп, от брака с которой у него был один сын.

17 января 1978 года лорд Батерст женился во второй раз на Глории Резерстон (? — 27 декабря 2018), дочери Гарольда Эдварда Клэри. Второй брак был бездетным.